# Kaleń (województwo lubelskie)
Kaleń dawniej też Kalenie – wieś w Polsce położona w województwie lubelskim, w powiecie puławskim, w gminie Markuszów.
W latach 1975–1998 miejscowość należała administracyjnie do ówczesnego województwa lubelskiego.
Wieś stanowi sołectwo gminy Markuszów. Według Narodowego Spisu Powszechnego z roku 2011 wieś liczyła  mieszkańców.